# Trofeo Balompédica Linense
El Trofeo Balompédica Linense es un torneo amistoso disputado anualmente en  La Línea de la Concepción, provincia de Cádiz (España). Se disputa desde 1975 hasta 1991 en formato triangular. Después de unos años sin disputarse, vuelve a organizarse desde 1991 con el nombre de Trofeo Balompédica Linense. 
Los partidos se disputan en el Estadio Municipal de La Línea de la Concepción.

## Finales
Triangular Balompédica Linense
| Año       | Edición | Campeón                  | Resultado    | Subcampeón               | Tercero                  |
| --------- | ------- | ------------------------ | ------------ | ------------------------ | ------------------------ |
| 1975      | I       | Real Balompédica Linense | triangular   | Atlético de Ceuta        | Club Atlético Marbella   |
| 1976-1980 |         | No disputado             | No disputado | No disputado             | No disputado             |
| 1981      | II      | Real Balompédica Linense | triangular   | Algeciras C.F.           | C.D. Estepona            |
| 1982      | III     | Algeciras C.F.           | triangular   | Real Balompédica Linense | CD Fuengirola            |
| 1983      | IV      | Real Balompédica Linense | triangular   | Club Atlético Marbella   | Selección de Gibraltar   |
| 1984      | V       | Real Balompédica Linense | triangular   | Algeciras C.F.           | C.D. Estepona            |
| 1985      | VI      | C.D. Ronda               | triangular   | Real Balompédica Linense | C.D. Estepona            |
| 1986      | VII     | Real Balompédica Linense | triangular   | Atlético Sanluqueño C.F. | Ittihad Riadi Tánger     |
| 1987      | VIII    | F.K. Spartak Moskva      | triangular   | R. C. D. Mallorca        | Real Balompédica Linense |
| 1988      | IX      | R.C.D. Mallorca          | 2-1          | Real Balompédica Linense |                          |
| 1989      |         | No disputado             | No disputado | No disputado             | No disputado             |
| 1990      | X       | Real Balompédica Linense | 3-1          | Algeciras C.F.           |                          |
| 1991      | XI      | C.D. Málaga              | 2-0          | Real Balompédica Linense |                          |

Trofeo Real Balompédica Linense
| Año       | Edición | Campeón                  | Resultado    | Subcampeón                 |              |
| --------- | ------- | ------------------------ | ------------ | -------------------------- | ------------ |
| 1998      | I       | F.C. Barcelona           | 4-1          | F.K. Crvena Zvezda Beograd |              |
| 1999      | II      | Real Madrid C.F.         | 1-0          | F.K. Crvena Zvezda Beograd |              |
| 2000      | III     | F.C. Barcelona           | 1-1 (p.)     | Málaga CF                  |              |
| 2001      | IV      | -                        | -            |                            |              |
| 2002      | V       | -                        | -            |                            |              |
| 2003      | VI      | Sevilla F.C.             | 2-1          | Real Balompédica Linense   |              |
| 2004      | VII     | Málaga C.F. "B"          | 1-0          | Real Balompédica Linense   |              |
| 2005      | VIII    | Real Balompédica Linense | 1-1 (p.)     | R.C. Recreativo de Huelva  |              |
| 2006      | IX      | Real Balompédica Linense | 2-1          | Málaga CF                  |              |
| 2007      | X       | Real Balompédica Linense | 1-0          | U.D. Marbella              |              |
| 2008-2018 |         | No disputado             | No disputado | No disputado               | No disputado |
| 2019      | XI      | A.D. Ceuta F.C.          | 0-0 (p.)     | Real Balompédica Linense   |              |

## Palmarés
| Equipo                   | Títulos | Ediciones                           |
| ------------------------ | ------- | ----------------------------------- |
| Real Balompédica Linense | 6       | 1975, 1981, 1983, 1984, 1986 y 1990 |
| Algeciras C.F.           | 1       | 1982                                |
| C.D. Ronda               | 1       | 1985                                |
| F.K. Spartak Moskva      | 1       | 1987                                |
| R.C.D Mallorca           | 1       | 1988                                |
| C.D. Málaga              | 1       | 1991                                |

| Equipo                   | Títulos | Ediciones         |
| ------------------------ | ------- | ----------------- |
| Real Balompédica Linense | 3       | 2005, 2006 y 2007 |
| F.C. Barcelona           | 2       | 1998, 2000        |
| Real Madrid C. F.        | 1       | 1999              |
| Sevilla F. C.            | 1       | 2003              |
| Málaga C.F. "B"          | 1       | 2004              |
| A.D. Ceuta F.C.          | 1       | 2019              |